# جرذ باسيفيكي
الجرذ الباسيفيكي (الاسم العلمي: Rattus exulans) (بالإنجليزية: Pacific Rat)‏ ويسمى أيضا الجرذ  البولنيزياني (بالإنجليزية: Polynesian rat)‏، هو نوع من الحيوانات يتبع جنس الجرذ من الفصيلة الفأرية.